# بضع الفرج

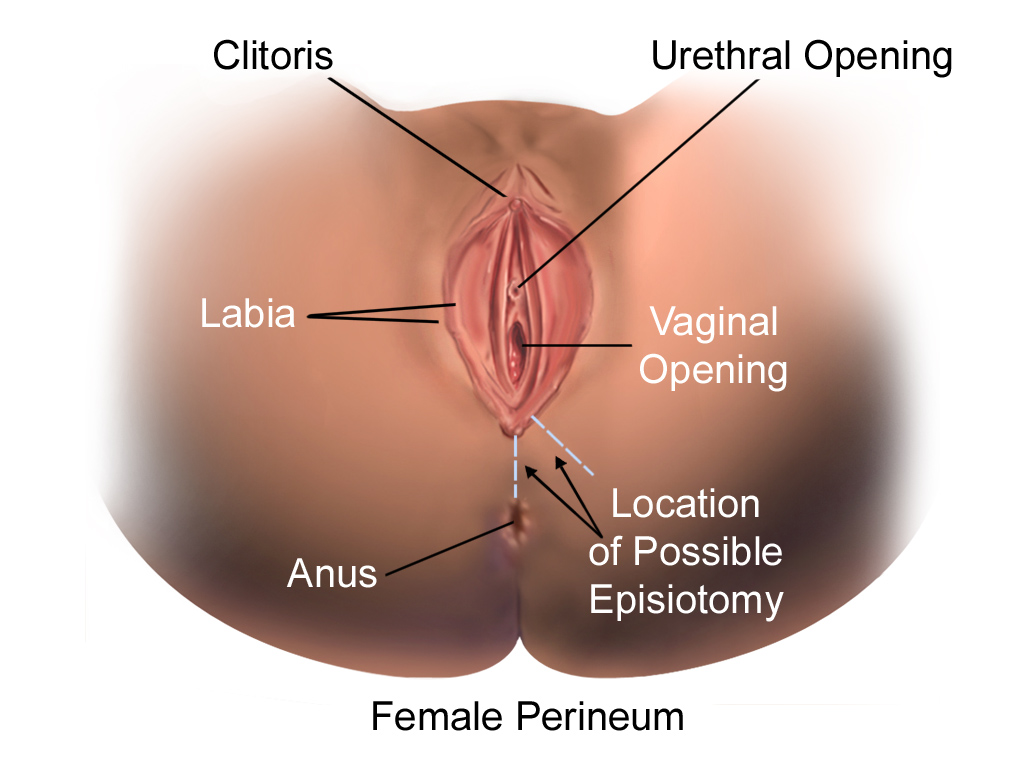
رسم توضيحي للأماكن الجانبية أو الوسطية المناسبة لشق العجان.

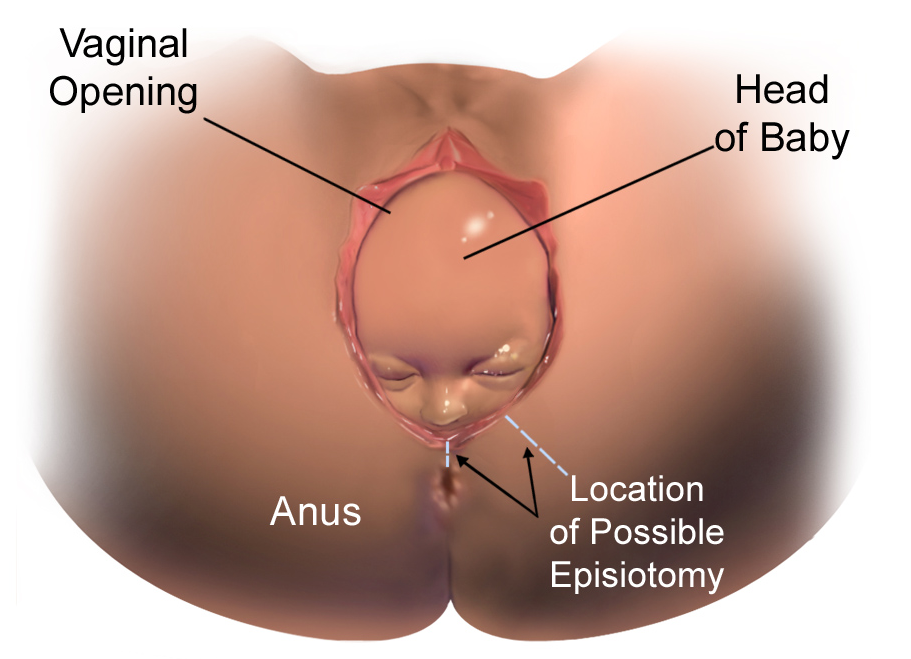
رسم توضيحي لرأس طفل وأماكن قطع المهبل.

بضع الفرج أو شق العجان (بالإنجليزية: episiotomy) هو شق جراحي مخطط على العجان وجدار المهبل الخلفي خلال المرحلة الثانية من المخاض. ويتم عمل الشق الذي يمكن القيام به بزاوية 90 درجة من الفرج باتجاه فتحة الشرج أو في زاوية جانبية تحت مخدر موضعي (التخدير الفرجي)، ويتم تخييطها بعد الولادة. وهي واحدة من الإجراءات الطبية الأكثر شيوعاً التي تجرى على النساء، وعلى الرغم من انخفاض استخدام هذا الإجراء في الولادة قد انخفض بشكل مطرد في العقود الأخيرة إلا أنه لا يزال يمارس على نطاق واسع في أجزاء كثيرة من العالم بما في ذلك أمريكا اللاتينية وبولندا وبلغاريا والهند وقطر.

## دواعي الاستخدام
- هناك خطر جدي على الأم أن يحدث تمزق من الدرجة الثانية أو الثالثة.
- في الحالات التي تكون الولادة الطبيعية متعذرة، ولكن لا حاجة للجوء إلى عملية قيصرية.
- سيسبب التمزق الطبيعي زيادة خطر الإصابة بأمراض نقلاً عن الأم.
- الطفل كبير جداً.
- عندما تكون عضلات العجان جامدة بشكل كبير.
- عندما يحتاج إلى الولادة بمساعدة الأدوات.
- عندما تكون المرأة قد خضعت لعملية الختان (ختان الإناث)، مما يدل على الحاجة إلى الشق الأمامي أو الداخلي.
- بطء قلب الجنين أثناء عملية الدفع.
- أكتاف الطفل عالقة (عُسر الوِلادة) (لاحظ أن بضع الفرج لا يحل هذه المشكلة مباشرة، ولكنه يستخدم لإعطاء الطبيب مساحة أكبر لأداء المناورات لتخليص الكتفين من عظام الحوض).

### مناقشة
وجود بضع الفرج قد يزيد ألم العجان أثناء التعافي بعد الولادة، مما يؤدي إلى صعوبة في التبرز، خصوصاً عند قطع خط الوسط بجدار المهبل. بالإضافة إلى ذلك قد يعقد الجماع الجنسي مما يجعلها مؤلمة، وتستبدل أنسجة الانتصاب في الفرج بأنسجة متليفة.
في الحالات التي تم استخدام بضع الفرج فيها قد يكون الشق الجانبي أفضل من الشق الوسطي (خط الوسط) حيث يرتبط هذا الأخير بارتفاع خطر إصابة العضلة العاصرة الشرجية والمستقيم.

### التأثير على العلاقة الجنسية
بعض أطباء التوليد يضعون بضع الفرج في مقارنة مع ختان الإناث. وقد وجدت إحدى الدراسات أن النساء اللاتي خضعن لبضع الفرج وجدن الجماع أكثر إيلاماً وعدم كفاية التشحيم بعد 12-18 شهراً من الولادة، لكنهن لم يجدن أي مشاكل مع النشوة الجنسية أو الاستثارة.